# 河﨑会看護専門学校
河﨑会看護専門学校（かわさきかいかんごせんもんがっこう）は、医療法人河﨑会が運営する大阪府貝塚市にある専修学校である。

## 沿革
- 1976年 - 河﨑会附属准看護学院として開校
- 1977年 - 「河﨑会附属医療高等専修学校」に改称
- 1984年 - 現校名となる

## 学科
- 看護第1学科
- 看護第2学科
- 准看護学科

## 所在地
- 〒597-0104 大阪府貝塚市水間511

最寄り駅は、水間鉄道水間観音駅